# Sundasciurus steerii
Sundasciurus steerii is een eekhoorn uit het geslacht Sundasciurus die voorkomt op Balabac, Bancalan, Matangule en het zuiden van Palawan in de zuidwestelijke Filipijnen. Balabac is de typelocatie. Deze soort behoort tot het ondergeslacht Aletesciurus en daarbinnen, samen met S. hoogstraali, S. juvencus en S. moellendorffi tot de S. steerii-groep. Deze soort komt voor in laaglandregenwoud en kokosnoten- en bananenplantages. De soort komt algemeen voor.
Sundasciurus brookei · Sundasciurus davensis · Sundasciurus fraterculus · Sundasciurus hippurus · Sundasciurus hoogstraali · Sundasciurus jentinki · Sundasciurus juvencus · Sundasciurus lowii · Sundasciurus mindanensis · Sundasciurus moellendorffi · Sundasciurus philippinensis · Sundasciurus rabori · Sundasciurus samarensis · Sundasciurus steerii · Sundasciurus tenuis